# Ferdinand Čenský
Ferdinand Antonín Čenský (29. května 1829 Čechtice – 30. ledna 1887 Praha) byl nedobrovolně český vojín, později důstojník v rakouské armádě, překladatel němčiny, italštiny, polštiny, spisovatel, novinář. Profesor českého jazyka a literatury na Tereziánské vojenské akademii ve Vídeňském Novém Městě (Wiener Neustadt). Osm let učitel mladého Ferdinanda d'Este a jeho bratra.

## Život a vojenská kariéra
Pocházel z rodiny obchodníka a obecního starosty. Studoval na gymnáziích na Starém Městě pražském a v Německém Brodě a filozofii v Praze. Profesorem mu byl Jan Pravoslav Koubek, seznámil se s Karlem Havlíčkem Borovským. Už jako student přispíval do časopisů. Stal se spoluredaktorem studentského týdeníku Růže, jehož šéfredaktor V. P. Kleinert ho zkontaktoval s Vávrou Haštalským. To mu umožnilo psát do Večerního listu, Včely a Pražských novin.
Jeho novinářská kariéra skončila roku 1851. Tehdy zemřel Augustin Smetana a Čenský o něm napsal životopisný článek, který vyvolal velkou nelibost úřadů. Večerní list byl zastaven a Čenský po osmiměsíční vyšetřovací vazbě odveden na vojnu k 11. pěšímu pluku, který měl sídlo v Písku. Pochodoval s ním třicet dní přes Jindřichův Hradec, Plzeň, Cheb, Hof a Bamberk do Mohuče (Mainz na Rýně), kde následovala tvrdá cvičení v nezdravém prostředí. Kvůli prachu na cvičišti tam onemocnělo na oči 800 vojáků. Čenský ale vydržel a získal si důvěru vojáků i velitelů. Roku 1853 byl povýšen na desátníka, 1854 na šikovatele. Svěřili mu vedení transportu do Itálie. Ve volném čase se učil vlámsky a italsky, překládal a pod pseudonymi psal články do pražských a brněnských novin. Roku 1853 na sebe upozornil uspořádáním několika českých divadelních představení ve Frankfurtu; Protože všichni účinkující byli vojáci, hráli v nich muži i ženské role.
V roce 1856 byl převelen do Itálie, kde sloužil postupně ve městech Ferrara, Bologna a Benátky. V roce 1859 bojoval u Cremony, Pavii, Melegnana i Solferina. V době míru vyučoval češtinu v italských a jihotyrolských posádkách. Zapojil se ještě do bojů proti Garibaldimu v roce 1866 a po rakouské porážce přešel do Lince. Nakonec roku 1869 získal místo učitele češtiny v Tereziánské vojenské akademii ve Vídeňském Novém Městě, kde nahradil Tomáše Buriana. O rok později jej povýšili na setníka.
Soukromě také vyučoval syny arcivévody Karla Ludvíka – Františka Ferdinanda d'Este  (zavražděného v Sarajevu) a Otu. Zpracoval pro ně čítanku, v níž je nenásilnou formou seznamoval s českou kulturou a národními tradicemi.
Roku 1886 odešel do důchodu, oceněn rytířským řádem Františka Josefa, a usadil se v Praze. Sepisoval tu paměti a přispíval do časopisů.
Zemřel nečekaně po krátké nemoci, pohřben byl na vojenském hřbitově v Karlíně. Po zrušení hřbitova v Karlíně ostatky uloženy na Olšanské hřbitovy do hrobky na oddělení VI – 16 ( u zdi), není v hrobě č. 73, ale v 72a. ( V hrobce 73 je jiný Ferdinand Čenský – hejtman)
Na pomníku nápis: SPISOVATEL FERDINAND ČENSKÝ ŠL(echtic) z ČINOVA, RYTÍŘ ŘÁDU FRANTIŠKA JOSEFA .
V hrobce tchyně Barbora, manželka Adolfina (1844–1928) rozená Wurmová, syn Jaroslav (1875–1956) a jeho manželka Stanislava.
Roku 1918 požádala jeho vdova spolu s jediným pozůstalým synem o povýšení do šlechtického stavu na základě otcových zásluh. Vzata v úvahu byla také služba syna Jaroslava, důstojníka z povolání, který byl roku 1915 na ruské frontě jako hejtman zajat a propuštěn teprve po uzavření míru. Poté byl znovu začleněn (již v hodnosti majora) do c. a k. armády. Šlechtický titul s predikátem „šlechtic z Činova“ (Edler von Činov) jim byl udělen nejvyšším rozhodnutím ze 7. srpna 1918 a listinou z 21. října téhož roku.
Blason uděleného erbu: Stříbrno-červeně cimbuřovitě dělený štít. V hormím poli rostoucí červený lev, ve spodním dva zkřížené meče se zlatým jílcem přeložené v křížení stříbrnou šestihrotou hvězdou. Korunovaná turnajová přilba s červeno- stříbrnými přikryvadly nese složená orlí křídla, dělená stejně jako štít, mezi nimi vyrůstají tři zlaté žitné klasy.

## Dílo
Čenský byl činný především jako novinář. Přispíval už jako student a z vojenské služby v zahraničí posílal do českých i moravských novin reportáže. Během pobytu v Itálii překládal Rubešovy básně do italštiny. Některé články, zejména v mládí, uveřejňoval pod pseudonymy – Vojtěch Hána, Vojtěch Hejna nebo Ferdinand Šaftlich. Později psal odborné vojensko-historické studie např. do časopisů Osvěta, Žižka, Vlast a Světozor, přispíval i do Riegrova Slovníku naučného.. Zabýval se českým stavovským povstáním 1618–1621 a v článcích Vojenské a vojensko-literární vzpomínky a Z dob našeho probuzení připomněl zásluhy Tomáše Buriana a Morice Fialky. Pro časopis Osvěta napsal Český jazyk v císařské rodině a v Nedělních listech Hlasu národa připomněl počátky české žurnalistiky.
Jako učitel na vojenské akademii psal a překládal učebnice a příručky. Pro potřeby vojska vydal českou mluvnici, čítanku, slovník a řád vojenské služby. Byl redaktorem těšínské Vojenské populární bibliotéky.

## Význam
Ferdinand Čenský byl jedním z českých vojáků – vlastenců, kteří pokládali službu v rakouské armádě za příležitost přispět snahám vlastního národa o rovnoprávnější postavení. Pomáhal šířit znalost českého jazyka mezi důstojnictvem a s národní kulturou seznamoval i členy panovnické rodiny. Byl plodným novinářem a spisovatelem. Nekrolog jej také uváděl jako pamětníka „doby předbřeznové“, tedy počátku národního obrození před rokem 1848, který neměl v důchodu dostatek času na to, aby všechny vzpomínky a shromážděné informace zpracoval a vydal.